# فيلي أندرسون
فيلي أندرسون (بالإنجليزية: Willie Anderson)‏ هو لاعب كرة قدم أمريكية أمريكي، ولد في 11 يوليو 1975 في موبيل في الولايات المتحدة.

## وصلات خارجية
- فيلي أندرسون على موقع مرجع كرة القدم المحترفة.كوم (الإنجليزية)
- فيلي أندرسون على موقع IMDb (الإنجليزية)